# Лип-Селяни
Лип-Селя́ни (рос. Лып-Селяны) — присілок у складі Шарканського району Удмуртії, Росія.

## Населення
Населення — 102 особи (2010; 137 у 2002).
Національний склад станом на 2002:
- удмурти — 95 %

## Урбаноніми[3]
- вулиці — Ключова, Мала, Червона